# Тедиашвили, Леван Китоевич
Леван Китоевич Тедиашвили (груз. ლევან თედიაშვილი,15 марта 1948, село Гегмоубани (Гермоубани), Сагареджойский район, Грузинская ССР, СССР — 17 февраля 2024, Грузия ) — советский грузинский борец вольного стиля и самбист; двукратный чемпион Олимпийских игр (1972, 1976), чемпион мира по вольной борьбе (1971, 1973—75), чемпион мира по самбо (1973). Заслуженный мастер спорта СССР (1971). Член КПСС с 1976 года. Награждён орденами Ленина и «Знак Почёта».

## Биография
Заниматься борьбой начал с 12-летнего возраста. Помимо вольной борьбы также проявил себя в национальной борьбе чидаоба и в самбо.
В 1968 и 1969 годах становился чемпионом СССР по вольной борьбе среди молодёжи. Впервые выступив на чемпионате Европы 1970 года в Берлине, занял только шестое место. Но год спустя на чемпионате мира 1971 года в Софии выиграл золотую медаль.
На Олимпийских играх 1972 года в Мюнхене боролся в весовой категории до 82 кг (средний вес). Выбывание из турнира проходило по мере накопления штрафных баллов. За чистую победу, либо за победу ввиду дисквалификации соперника штрафные баллы не начислялись, за победу за явным преимуществом начислялось 0,5 штрафных балла, за победу по очкам — 1 штрафной балл, за ничью — 2 или 2,5 штрафных балла (при счёте 0—0), за поражение по очкам — 3 штрафных балла, поражение за явным преимуществом — 3,5 штрафных балла, чистое поражение — 4 штрафных балла. Если борец набирал 6 или более штрафных баллов, он выбывал из турнира. Титул оспаривали 24 человека. Выиграв все свои схватки, Тедиашвили впервые стал олимпийским чемпионом.
| Круг | Соперник             | Результат | Основание                     | Время схватки |
| ---- | -------------------- | --------- | ----------------------------- | ------------- |
| 1    | Ибрагим Диоп (SEN)   | В         | По очкам (0,5 штрафных балла) |               |
| 2    | Тумурийн Артаг (MGL) | В         | По очкам (1 штрафной балл)    |               |
| 3    | Курт Эльмгрен (SWE)  | В         | Туше (0 штрафных баллов)      | 8:44          |
| 4    | Джон Питерсон (USA)  | В         | По очкам (1 штрафной балл)    |               |
| 5    | Петер Ноймайр (FRG)  | В         | По очкам (1 штрафной балл)    |               |

Большого успеха добился в 1973 году, выиграв золотые медали сразу на двух чемпионатах мира, прошедших в Тегеране, на чемпионате мира по вольной борьбе и на чемпионате мира по самбо. Причём в сборную СССР по самбо был включён уже в Тегеране, для замены заболевшего борца Кирилла Романовского. В том же 1973 году завоевал Кубок мира по вольной борьбе.
В 1974 году победил и на чемпионате Европы в Мадриде, и на чемпионате мира в Стамбуле. В 1975 году выиграл чемпионат мира в Минске. В 1976 году выиграл золото чемпионата Европы в Ленинграде.
На Олимпийских играх 1976 года в Монреале боролся в весовой категории до 90 килограммов (полутяжёлый вес). Регламент турнира незначительно изменился: за победу с явным преимуществом (в 12 баллов и более) штрафные баллы не начислялись, при поражении за явным преимуществом (в 12 баллов и более) начислялось 4 штрафных балла. Титул оспаривали 21 человек. Тедиашвили очень уверенно продвигался по турнирной таблице, а в финале выиграл у победителя предыдущей Олимпиады, американского борца Бена Петерсона, родного брата Джона Петерсона, у которого Тедиашвили выиграл на Играх 1972 года. Его золотая медаль стала последней, 49-й, медалью советских олимпийцев в Монреале.
| Круг  | Соперник                 | Результат | Основание                                     | Время схватки |
| ----- | ------------------------ | --------- | --------------------------------------------- | ------------- |
| 1     | Уэйн Томас (ISV)         | В         | Туше (0 штрафных баллов)                      | 1:47          |
| 2     | Франк Андерссон (SWE)    | В         | 16-2 (0 штрафных баллов)                      |               |
| 3     | Морис Аллан (GBR)        | В         | Туше (0 штрафных баллов)                      | 1:05          |
| 4     | Хорст Штоттмайстер (GDR) | В         | 17-3 (0 штрафных баллов)                      |               |
| 5     | Терри Пейс (CAN)         | В         | Дисквалификация соперника (0 штрафных баллов) | 4:30          |
| 6     | Стельян Морков (ROU)     | В         | 7-2 (1 штрафной балл)                         |               |
| Финал | Бен Петерсон (USA)       | В         | 10-5                                          |               |

В 1978 году на международной арене боролся уже в весовой категории до 100 килограммов. Выиграл чемпионат Европы 1978 года в Софии, однако на чемпионате мира 1978 года в Мехико стал только вторым, неожиданно проиграв в финале борцу из ГДР Харальду Бюттнеру, у которого до этого на чемпионате Европы выиграл с разницей в 12 баллов. Это поражение стало первым поражением Тедиашвили на международной арене с 1971 года.
Продолжил выступать на ковре по 1980 год без особых успехов, хотя и оставался одним из сильнейших борцов в весовой категории до 100 килограммов. Коронным приёмом борца являлся бросок захватом руки за плечо с зацепом ноги снаружи
После завершения спортивной карьеры работал в ЦК ЛКСМ Грузии, председателем колхоза в Сагареджо. Занимался развитием спорта в республике.
Вместе с олимпийским чемпионом по греко-римской борьбе Романом Руруа являлся вице-президентом Федерации борьбы Грузии. Возглавлял благотворительный фонд ветеранов-олимпийцев.
В 1987 году снялся в художественном фильме Георгия Шенгелая «Хареба и Гоги». В 2021 году снялся в фильме Левана Когуашвили «Брайтон 4», где сыграл Каху, бывшего борца.
Был членом парламента Грузии, работал в комитете по связям со странами СНГ. Занимал должность губернатора Кахетии в 1993—1995 годах. В 2009—2011 годах был президентом Национальной федерации самбо Грузии.

## Выступления на чемпионатах СССР
- Чемпионат СССР по вольной борьбе 1969 года — ;
- Чемпионат СССР по вольной борьбе 1971 года — ;
- Чемпионат СССР по вольной борьбе 1973 года — ;
- Чемпионат СССР по вольной борьбе 1974 года — ;
- Чемпионат СССР по вольной борьбе 1975 года — ;
- Чемпионат СССР по вольной борьбе 1977 года — ;
- Чемпионат СССР по вольной борьбе 1980 года — .

## Награды
- Президентский орден «Сияние» (2018)[9]

## Видео
- Олимпийские игры 1976, вольная борьба, 100 кг, финал: Леван Тедиашвили (СССР) — Бен Петерсон (США)